# ESO 378-1
ESO 378-1 är en planetarisk nebulosa i vattenormen. Dess diameter är nästan fyra ljusår. Den har smeknamnet södra ugglenebulosan, eftersom den liknar ugglenebulosan i stora björnen.